# Borodinowka
Borodinowka (ros. Бородиновка) – wieś (sieło) w Rosji, w obwodzie czelabińskim, w rejonie warnieńskim. W 2010 liczyła 1555 mieszkańców.

## Urodzeni
- Michaił Nienaszew – radziecki dziennikarz i polityk.